# Nezačleněné území Spojených států amerických
Nezačleněné území (anglicky unincorporated territory) je sice pod jurisdikcí Spojených států amerických, ale vztahují se na něj jen části americké ústavy („přirozená práva“ jako svoboda projevu, spravedlivý proces, plus případné specifické části, o kterých to pro dané území prohlásí Kongres). Člověk narozený na těchto územích se automaticky nestává občanem Spojených států amerických. Tzv. začleněním (incorporation) se z nezačleněného území USA může stát začleněné území.
Nezačleněná území se dělí na:
- organizovaná (mají organizovanou vládu podpořenou speciálním zákonem (tzv. organic act), schváleným v Kongresu, o místní legislativě, guvernérovi a základním soudním systému)
- neorganizovaná

## Současná nezačleněná území

Mapa současných začleněných a nezačleněných území:
50 amerických států a District of Columbia.
začleněné, neorganizované teritorium
nezačleněné teritorium se statusem Commonwealthu
nezačleněné, organizované teritorium
nezačleněné, neorganizované teritorium

### Organizovaná území
| Jméno                     | Poloha        | Rozloha [km²] | Počet obyvatel | Hlavní město     | Poznámky |
| ------------------------- | ------------- | ------------- | -------------- | ---------------- | --- |
| Guam                      | Mikronésie    | 543           | 159 358        | Hagåtña          | Americké teritorium od roku 1898, na Guamu leží Námořní základna Guam a Andersenova letecká základna.                         |
| Severní Mariany           | Mikronésie    | 463,63        | 77 000         | Saipan           | Součást amerického Společenství od roku 1978; původně Poručenské území OSN pod správou USA.                                   |
| Portoriko                 | Karibské moře | 9 104         | 3 667 084      | San Juan         | Americké teritorium od roku 1898, společenství od roku 1952. Od roku 2008 na základě soudního rozhodnutí v procesu začlenění. |
| Americké Panenské ostrovy | Karibské moře | 346,36        | 106 405        | Charlotte Amalie | Zakoupeno od Dánského království v roce 1917.                                                                                 |

### Neorganizovaná území
| Jméno                   | Poloha        | Rozloha [km²] | Počet obyvatel | Hlavní město | Poznámky |
| ----------------------- | ------------- | ------------- | -------------- | ------------ | --- |
| Americká Samoa          | Polynésie     | 197,1         | 64 869         | Pago Pago    | Americké teritorium od roku 1898. Místní vláda podle ústavy z roku 1967. |
| Bakerův ostrov          | Tichý oceán   | 2,1           | 0              |              | |
| Howlandův ostrov        | Tichý oceán   | 1,6           | 0              |              | Nárokováno na základě Guano Islands Act v roce 1856. |
| Jarvisův ostrov         | Polynésie     | 4,5           | 0              |              | Nárokováno na základě Guano Islands Act v roce 1857, formálně anektováno roku 1858 |
| Johnstonův atol         | Tichý oceán   | 4,5           | 0              |              | Naposledy využíváno Ministerstvem obrany Spojených států amerických v roce 2004 |
| Kingmanův útes          | Polynésie     | 18            | 0              |              | Nárokováno na základě Guano Islands Act v roce 1860, formálně anektováno roku 1922 |
| Wake                    | Mikronésie    | 7,4           | 0              |              | Teritoriem od roku 1898; přírodní rezervace; na ostrově se nachází letiště spravované americkým letectvem; nárokováno Marshallovými ostrovy.                                                                                |
| Midway                  | Tichý oceán   | 6,2           | 0              |              | Teritorium od roku 1859; rezervace obydlená pouze civilními kontraktory; předtím spadal pod jurisdikci Námořnictva Spojených států amerických.                                                                              |
| Navassa                 | Karibské moře | 5,4           | 0              |              | Teritorium od roku 1857. Nárokováno Haiti. |
| Mělčina Serranilla Bank | Karibské moře | 350           | 0              |              | Spravováno Kolumbií, která zde zřídila námořní základnu. Nárokováno USA (od roku 1879 na základě Guano Islands Act) a Hondurasem. Nárok Nikaragui byl vyřešen Mezinárodním soudním dvorem v roce 2012 ve prospěch Kolumbie. |
| Mělčina Bajo Nuevo      | Karibské moře | 110           | 0              |              | Spravováno Kolumbií. Nárokováno USA (od roku 1879 na základě Guano Islands Act), Jamajkou a Nikaraguou |

## Bývalá nezačleněná teritoria
- Panamské průplavové pásmo – společná správa spolu s Panamou 1979–1999; pod samostatnou správou Panamy od 31. prosince 1999.
- Filipíny – nezávislé od roku 1946
- Poručenské území Tichomořské ostrovy
  - Marshallovy ostrovy – nezávislé od roku 1986
  - Federativní státy Mikronésie – nezávislé od roku 1986
  - Palau – nezávislé od roku 1994